# 亚美尼亚区

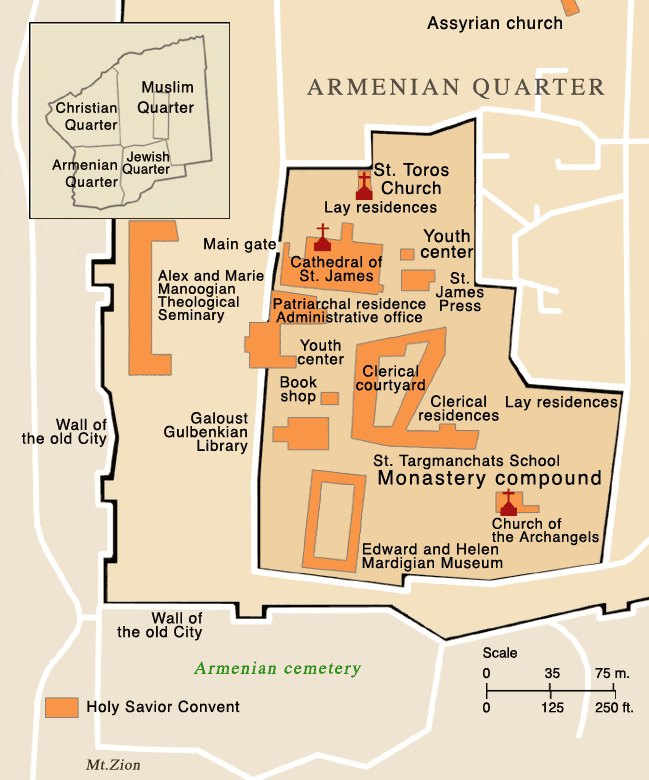
亚美尼亚区地图

亚美尼亚区（希伯來語：‎；阿拉伯语：‎）是耶路撒冷旧城的四个分区之一，是其中面积最小、人口也最少的一个。
2001年，有2,500名亚美尼亚人住在耶路撒冷，其中大多数住在位于圣雅各修道院的耶路撒冷亞美尼亞宗主教区内或附近，圣雅各修道院占据了亚美尼亚区的很大一部分。

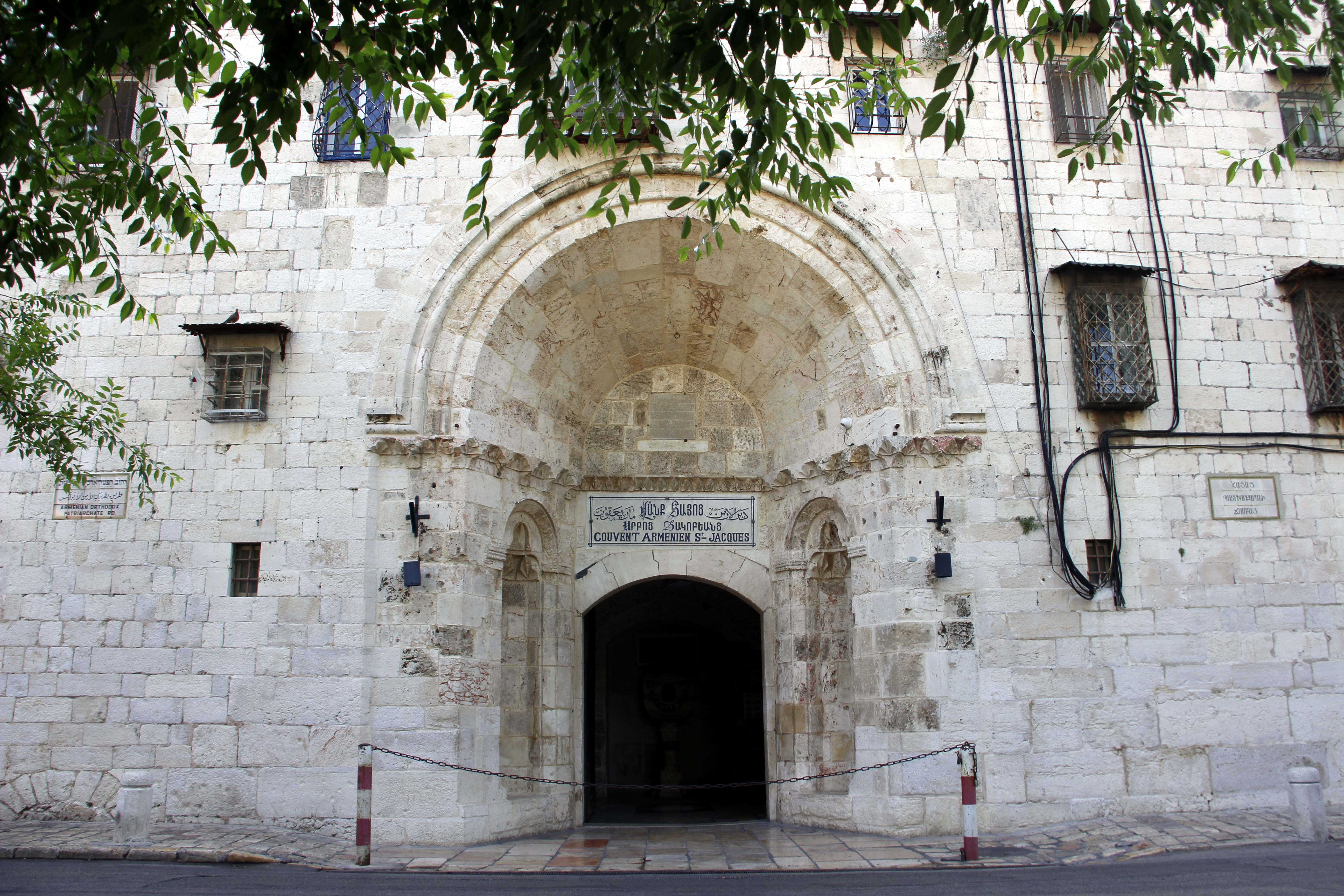
聖雅各修道院入口
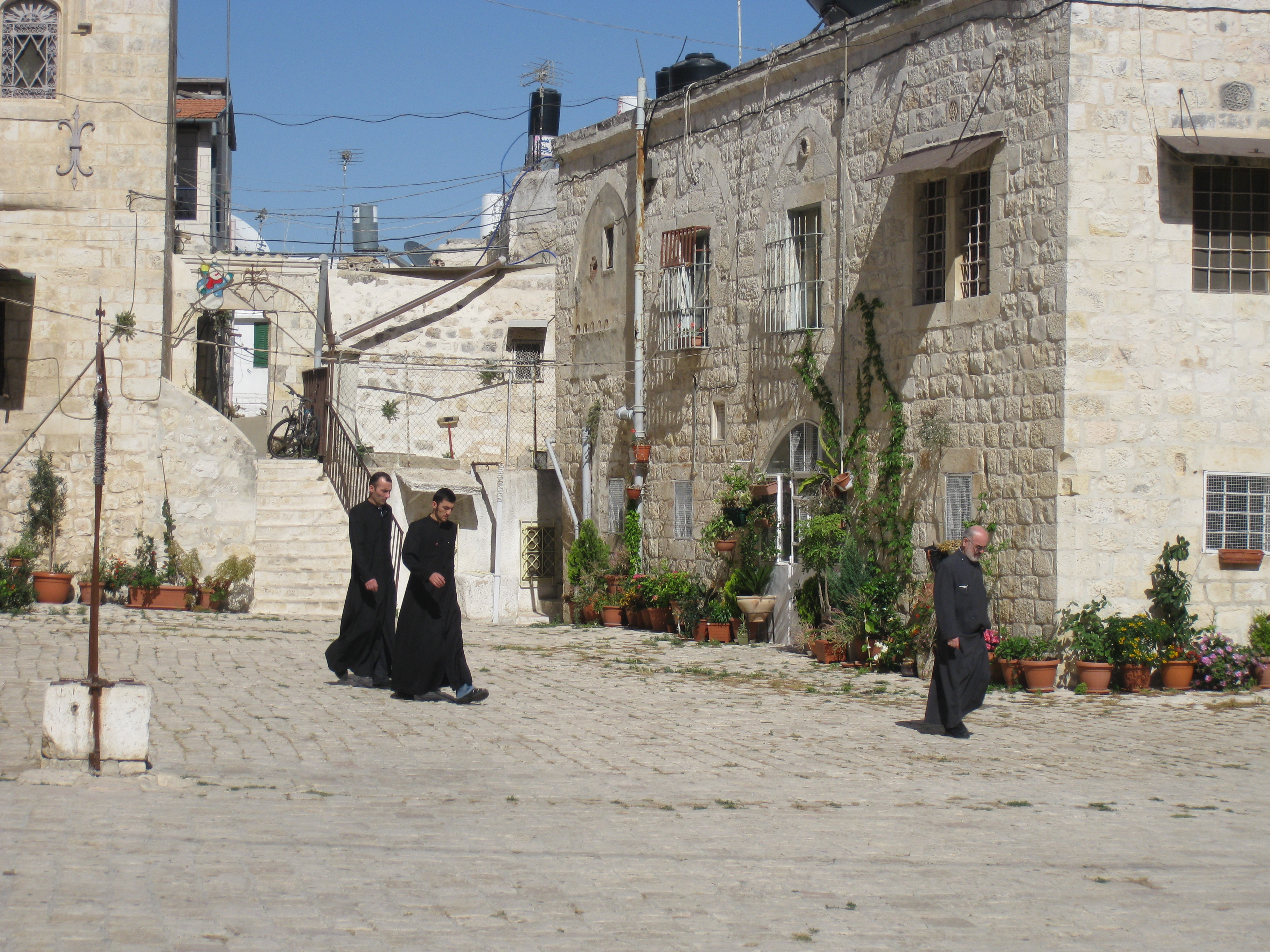
亚美尼亚区

## 参見
- 聖天使堂
- 圣托罗斯堂

### 引用
1. ↑  Jerusalem Post, March 30, 2001 - A Cloistered Community （页面存档备份，存于）
2. ↑  Jerusalem Post, Sept 9, 1993 - Armenian Patriarchate Plans New Construction （页面存档备份，存于）